# تیئنوپیریدین

تیکلوپیدین

کلوپیدوگرل

پراسوگرل

تیئنوپیریدین‌ها(به انگلیسی: Thienopyridine) دسته‌ای از مهارکننده‌های انتخابی و برگشت‌ ناپذیر گیرنده ADP/P2Y12 هستند که برای فعالیت ضد پلاکتی آن‌ها استفاده می‌شود.

## مثال‌ها
داروهای این دسته عبارتند از: کلوپیدوگرل (Plavix)، پراسوگرل (Effient)، و تیکلوپیدین (Ticlid).

## جایگزین‌ها
تیکاگرلور (Brilinta) اغلب با مهارکننده‌های تینوپیریدین ذکر می‌شود و اندیکاسیون‌های مشابهی برای استفاده دارد، اما تینوپریدین نیست. این دارو یک سیکلوپنتیل‌تریازولو پیریمیدین است که به‌طور برگشت‌پذیر گیرنده P2Y12 را مهار می‌کند.